# Maratona aquática no Campeonato Mundial de Esportes Aquáticos de 2022 - 6 km por equipe
A prova por equipe é um dos eventos do Campeonato Mundial de Esportes Aquáticos de 2022 que foi realizado no dia 26 de junho de 2022, em Budapeste, na Hungria. 

## Calendário
Horário local (UTC+2).
| Fase  | Data        | Hora  |
| ----- | ----------- | ----- |
| Final | 26 de junho | 13:00 |

## Medalhistas
| Ouro                                                                 | Prata                                                                   | Bronze                                                                                        |
| Alemanha · Lea Boy · Oliver Klemet · Leonie Beck · Florian Wellbrock | Hungria · Réka Rohács · Anna Olasz · Dávid Betlehem · Kristóf Rasovszky | Itália · Ginevra Taddeucci · Giulia Gabbrielleschi · Domenico Acerenza · Gregorio Paltrinieri |

## Resultados
A prova foi realizada no dia 26 de junho às 13:00. 
| Pos.              | Nacionalidade  | Nadadores                                                                       | Tempo     |
| ----------------- | -------------- | ------------------------------------------------------------------------------- | --------- |
| Medalha de ouro   | Alemanha       | Lea Boy Oliver Klemet Leonie Beck Florian Wellbrock                             | 1:04:40.5 |
| Medalha de prata  | Hungria        | Réka Rohács Anna Olasz Dávid Betlehem Kristóf Rasovszky                         | 1:04:43.0 |
| Medalha de bronze | Itália         | Ginevra Taddeucci Giulia Gabbrielleschi Domenico Acerenza Gregorio Paltrinieri  | 1:04:43.0 |
| 4                 | França         | Caroline Jouisse Aurélie Muller Sacha Velly Marc-Antoine Olivier                | 1:04:56.4 |
| 5                 | Brasil         | Cibelle Jungblut Viviane Jungblut Bruce Almeida Guilherme Costa                 | 1:05:29.1 |
| 6                 | Austrália      | Chelsea Gubecka Moesha Johnson Bailey Armstrong Nicholas Sloman                 | 1:05:30.8 |
| 7                 | Estados Unidos | Mariah Denigan Bella Sims Brennan Gravley Charlie Clark                         | 1:05:50.5 |
| 8                 | China          | Sun Jiake Xin Xin Tang Haoyang Zhang Ziyang                                     | 1:06:21.8 |
| 9                 | Japão          | Airi Ebina Kaiki Furuhata Yukimi Moriyama Taishin Minamide                      | 1:06:32.9 |
| 10                | Portugal       | Angélica André Mafalda Rosa Tiago Campos Diogo Cardoso                          | 1:07:08.0 |
| 11                | Canadá         | Katrina Bellio Alexander Axon Emma Finlin Eric Brown                            | 1:07:34.7 |
| 12                | Turquia        | Burcu Naz Narin Sevim Eylül Süpürgeci Burhanettin Hacısağır Emir Batur Albayrak | 1:07:36.2 |
| 13                | México         | Martha Sandoval Paulo Strehlke Paulina Alanís Arturo Pérez Vertti               | 1:09:02.4 |
| 14                | Taipé Chinesa  | Cho Cheng-chi Cho Pei-chi Teng Yu-wen Wang Yi-chen                              | 1:10:53.2 |
| 15                | Hong Kong      | William Yan Thorley Nip Tsz Yin Nikita Lam Keith Sin                            | 1:11:08.4 |
| 16                | Cazaquistão    | Lev Cherepanov Xeniya Romanchuk Diana Taszhanova Vitaliy Khudyakov              | 1:11:09.9 |
| 17                | Equador        | Juan Alcívar Isabella Babbitt Jocelyn Bermeo Jahir López                        | 1:11:32.2 |
| 18                | Singapura      | Ritchie Oh Chantal Liew Samantha Yeo Artyom Lukasevits                          | 1:12:16.8 |
| 19                | Porto Rico     | Diego Ortiz Alondra Quiles Leandra Díaz Jamarr Bruno                            | 1:17:11.9 |
| –                 | África do Sul  | Connor Buck Amica de Jager Ruan Breytenbach Catherine Rensburg                  | DSQ       |
| –                 | Grécia         | Dimitrios Markos Ilektra Lebl Afroditi Katsiara Athanasios Kynigakis            | DSQ       |
| –                 | Espanha        | María de Valdés Ángela Martínez Alberto Martínez Carlos Garach                  | DSQ       |
| –                 | Coreia do Sul  | Park Jae-hun Lee Chang-min Lee Hae-rim Lee Jeong-min                            | DSQ       |